# Međunarodni dan starijih osoba
Međunarodni dan starijih osoba proglasila je Glavna Skupština Ujedinjenih naroda 14. prosinca 1990. rezolucijom 45/106, da bi se naglasila važnost osiguravanja životne sredine koja se može prilagoditi potrebama i sposobnostima stanovnika treće dobi.  Proglašenjem međunarodnog dana starijih osoba želi se potaknuti države da starijim članovima osiguraju zadovoljenje njihovih potreba i omoguće im sudjelovanje u društvu u skladu s njihovim fizičkim i intelektualnim sposobnostima. 
Međunarodni dan starijih osoba obilježava se od 1991. svake godine 1. listopada.

## Značaj
Slogan Svjetske zdravstvene organizacije i UN-a "Stariji ljudi kao nova snaga za razvoj" upućuje na osiguranje aktivnog zdravog starenja. Deklaraciju o osiguravanju društva primjerenoga osobama svih životnih dobi – promicanjem kvalitete života i aktivnog starenja prihvatili su predstavnici država članica Gospodarske komisije Ujedinjenih naroda za Europu (UNECE), okupljeni na Ministarskoj konferenciji o starenju održanoj od 19. do 20. rujna 2012. godine u Beču.
Prihvaćanjem Deklaracije iznova se potvrđuje predanost cilju iskazanom na Ministarskoj konferenciji u Berlinu 2002. godine i potvrđenom u deklaraciji donesenoj na Ministarskoj konferenciji u Leónu 2007. godine za provedbu strategije regionalne implementacije Međunarodnoga plana aktivnosti vezanih uz aktivno zdravo starenje te Ministarske deklaracije o aktivnom starenju u cilju poticanja i promicanja provedbe UNECE RIS/MIPAA-a.U trećem implementacijskom ciklusu (od 2013. do 2017. godine) odlučnost UN-a iskazana je u nakani do 2017. godine ostvariti sljedeće ciljeve politike država članica UN-a, u koju i spada i Hrvatska s udjelom od 17,7 % starijih od 65 godina prema popisu iz 2011. godine, a u suglasju s Nacionalnom strategijom razvoja zdravstva 2012. do 2020. godine:
Potiče se produljivanje radnoga vijeka, a radnu sposobnost održava: 
- Promicanjem i podržavanjem zdravih načina života, duševnoga zdravlja i blagostanja, prevencijom, geroprofilaktičnim mjerama, kontrolom nezaraznih bolesti i osiguravanjem sigurnih i zdravih uvjeta rada, što uključuje mjere kojima se teži uravnotežiti profesionalni život i profesionalno okruženje za cijeloga trajanja radnoga vijeka.

- Postizanjem viših stopa zaposlenosti muškaraca i žena starije životne dobi kroz odgovarajuće poticaje vezane uz sustav oporezivanja i sustav socijalne sigurnosti, otvaranje radnih mjesta prilagođenih ovoj dobnoj skupini, fleksibilne rasporede radnoga vremena, informiranje, programe obuke i obnavljanja znanja i vještina prilagođenih dobi te mjere zbrinjavanja starijih osoba poduzete u javnome i privatnome sektoru.

- Kreiranjem politika tržišta rada temeljenih na znanstvenim dokazima, u okviru kojih je prepoznato da politike zapošljavanja mladih i starijih osoba moraju biti komplementarne i na dobrobit sviju. Potrebno je promicati pozitivne stavove prema starijim zaposlenicima i boriti se protiv diskriminacije prema dobi na tržištu rada.
- Pronalaženjem fleksibilnijih načina umirovljenja i poticanjem duljeg ostanka u aktivnom radnom statusu sukladno potrebama i težnjama pojedinca.
- Provođenjem reformi mirovinskoga sustava u cilju prilagođavanja produljenju životnoga vijeka i rastućem broju starijih osoba koje rade „na crno“, potičući pritom, a shodno prilikama, produljenje zdravoga radnoga vijeka i održavajući međugeneracijski reciprocitet i međugeneracijsku jednakost, promičući održivost i primjerenost mirovinskoga sustava kako u javnom, tako i u privatnom sektoru te osiguravajući pokrivenost ovakvim sustavima.
- Promicanjem uloge starijih radnika kao prenositelja znanja i iskustva na mlađe radnike.

Međunarodni dan starijih osoba obilježava se u Hrvatskoj i u cijelom svijetu kako bi se naglasilo značenje osiguravanja životne sredine koja se može prilagoditi potrebama i sposobnostima stanovnika starije dobi.  Nužno je osigurati životni okoliš, koji se može prilagoditi kako zdravstvenim tako i socijalnim potrebama i funkcionalnoj sposobnosti starijih osoba. 
Povodom Međunarodnog dana starijih osoba navodimo odabrana načela Ujedinjenih naroda o skrbi za starije ljude koja nameću njihovu primjenu u misiji osiguranja unapređenja zaštite zdravlja starijih i poboljšanje kvalitete njihovog življenja. Odabrana načela Ujedinjenih naroda o skrbi za starije ljude:

## Neovisnost i učinkovitost skrbi
Starijima je potrebno omogućiti sljedeće:
- dostupnost primjerene zdravstvene i socijalne skrbi, gerontološke i gerijatrijske zaštite zdravlja starijih, sigurnog okoliša kroz osiguranje dohotka, obiteljske podrške i potpore zajednice, te kroz samopomoć;
- pravo na rad ili pristup drugim aktivnostima kojima bi se osigurao dohodak;
- mogućnost sudjelovanja u odlučivanju kada i prema kojem rasporedu će ići u mirovinu ovisno o funkcionalnoj sposobnosti i osiguranjem produljenja radnog vijeka;
- pristup odgovarajućim obrazovnim programima i programima obuke za stjecanje različitih novih vještina i znanja;
- život u sigurnoj sredini koja se može prilagoditi osobnim, zdravstvenim i socijalnim potrebama u odnosu na funkcionalnu sposobnost starije osobe;
- život u vlastitom domu što je duže moguće, što diktira razvoj izvaninstitucijske skrbi za starije, a kada nastupi bolesno starenje nužno je osigurati gerijatrijsku zdravstvenu njegu;
- osiguranje aktivnog zdravog starenja i unapređenja kvalitete življenja te osiguranje prava starijih;
- imati neometan pristup zdravstvenoj skrbi koja će im omogućiti održavanje i postizanje najbolje moguće razine tjelesnoga, društvenog i emotivnog blagostanja, te spriječiti ili odgoditi početak bolesti;
- imati pristup socijalnim i zakonodavnim službama zbog poboljšanja samostalnosti, zaštite i skrbi;
- moći koristiti odgovarajuće razine institucionalizirane skrbi kojom bi im se osigurala zaštita, rehabilitacija te socijalni i društveni poticaji u humanoj i sigurnoj sredini;
- moći ostvariti ljudska prava i temeljne slobode tijekom boravka u bilo kakvoj ustanovi za skrb, liječenje ili prihvat starijih ljudi, uključujući cjelovito poštovanje njihovih vjerovanja, dostojanstva, potreba i privatnosti, kao i prava na odlučivanje o vlastitoj skrbi i kvaliteti življenja;
- imati mogućnost ostvarenja cjelovita razvitka vlastitih potencijala;
- imati pristup obrazovnim, kulturnim, duhovnim i rekreacijskim sredstvima društva u kojem žive;
- moći dostojanstveno i sigurno živjeti, biti zaštićeni od izrabljivanja te tjelesnog i duševnog zlostavljanja;
- biti sigurni da će se s njima postupati pošteno bez obzira na dob, rasnu ili etničku pripadnost, invaliditet ili drugi status.

Svjetska zdravstvena organizacija u "Brazilskoj deklaraciji o aktivnom zdravom starenju" pitanje zdravog starenja postavlja u kontekst održivog razvoja. Zdrave, aktivne starije osobe važan su resurs svojim obiteljima, zajednici i ekonomiji cjelokupnog pučanstva. Zaštita zdravlja starijih osoba glavni je pokazatelj napretka ili propusta za zaštitu zdravlja cjelokupnog stanovništva.

## Vanjske poveznice
- Čestitka Ministarstva socijalne politike i mladih povodom Međunarodnog dana starijih osoba